# Muzeum Jemnice
Muzeum Jemnice je muzeum v Jemnici, je pobočkou Muzea Vysočiny Třebíč, sídlí v měšťanském domě původně patřícím Dusíkově rodině na Náměstí Svobody čp. 75. Založeno bylo v roce 1894 a zřizováno je Muzeem Vysočiny Třebíč.

## Expozice
V muzeu je několik stálých expozic, první z nich je expozice o historii města Jemnice, pojmenována je Dějiny města Jemnice, další expozicí je Běh o Barchan, tj. expozice o Svatovítské slavnosti Barchan, která je úzce svázána s dějinami města. V roce 2008 byla při 50. výročí od založení továrny pro zpracování čaje v Jemnici založena nová expozice pod názvem Svět čaje, ta byla zřízena ve spolupráci se společností Jemča. V sbírkách muzea jsou stroj pro zpracování čaje, fotografie z práce s čajem a další předměty.

## Rekonstrukce
Od roku 2022 je muzeum v rekonstrukci, během následujících tří let bude kompletně rekonstruována budova muzea. Následně budou instalovány nové expozice, které se budou mimo jiné zaměřovat více na osobnosti Jemnice. V polovině prosince roku 2024 započalo bourání vnitřních stěn budovy muzea, úpravou interiéru a elektroinstalace. Postupně budou instalovány nové expozice, které by měly být poprvé otevřeny v roce 2026. Budou se věnovat historii regionu Jemnicka, slavnosti Barchan nebo době kolem roku 1945.